# Doctor Strange: The Sorcerer Supreme
Doctor Strange: The Sorcerer Supreme (conocida como Doctor Extraño: El Hechicero Supremo en español) es una película de animación estadounidense de 2007, lanzada directamente a DVD y basada en el personaje de Marvel Comics, Doctor Strange. La película fue estrenada el 14 de agosto de 2007 y tuvo su estreno televisivo estadounidense en Cartoon Network, el 1 de noviembre de 2008.
Esta es la cuarta película de animación producida por Lionsgate basada en los cómics de Marvel, después deUltimate Avengers, Ultimate Avengers 2 y The Invincible Iron Man.

## Argumento
El Dr. Stephen Strange es uno de los cirujanos más prestigiosos en el mundo de la medicina, sin embargo, también es muy arrogante y despectivo con sus colegas. Una noche, mientras conducía a casa desde el hospital, descubre a Barón Mordo y sus aliados matando a un monstruo (que suelen estar ocultos a la vista por los hechizos de Wong). Un incrédulo Strage rechaza lo visto como alucinaciones relacionadas con el estrés. Al día siguiente, recibe la visita de Oliver, el administrador del hospital, quien afirma que la Dra. Gina Atwater tiene problemas con él. Luego habla con la Dra. Atwater y le comenta un caso (uno de los muchos) sobre un niño que sufre de terribles pesadillas. Viendo a los niños hace recordar a Stephen de cuando su hermana de April tenía unos dolores de cabeza similares a los de estos niños. La conversación también revela que los dos médicos han tenido una relación sentimental en el pasado. Al tocar a un niño, él ve una imagen de un demonio (un cráneo sonriente envuelto en llamas) y se va rápidamente, diciendo a Gina que no hay nada que él pueda hacer por los niños.
Mientras conducía hacia su casa, Stephen vuelve a tener una visión, un rostro ardiente, luego se desvía bruscamente para evitar atropellar a unos niños (que resultaron ser unos fantasmas) que aparecieron en la carretera, descendiendo por un acantilado. A causa del accidente, sus manos quedaron destrozadas e inútiles. Utilizó todos los ahorros de su vida para solucionar sus fracturas en sus manos, pero fue en vano, el doctor, abatido, decide quitarse la vida, pero su suicidio se ve frustrado por Wong, que le recomienda meditación y curación en el Tíbet.
Después de pedirle a Gina que la ayudase económicamente a llegar al Tíbet y tras emprender una agotadora caminata hacia las cimas del Himalaya, Stephen comienza su entrenamiento en un monasterio escondido bajo la tutela de El Anciano (un viejo diminuto). Poco después de llegar Strange, los otros estudiantes acababan de combatir con unos monstruos (como las criaturas que creyó eran fruto de una alucinación). No mucho tiempo después, El Anciano le dice a Wong y al Barón Mordo que algunos de los estudiantes murieron durante el conflicto. Comentan que el número de agresiones por parte de criaturas místicas ha crecido recientemente. Después de varios días fregando suelos y realizando trabajos manuales, Stephen piensa seriamente en la posibilidad de rendirse y marcharse del monasterio. Sin embargo, mientras camina por la nieve, recuerda su fracaso anterior, ser el médico de su hermana y tratar de extirpar el tumor cerebral que le causaba dolores de cabeza (en realidad, los médicos no pueden tratar a los miembros de su familia por haber implicaciones emocionales). Durante el procedimiento, April murió y Strange siempre se ha sentido culpable. El Anciano aparece en la mente de Stephen y le convence para dejar de lado sus sentimientos de culpabilidad y volver a su formación.
Al día siguiente, el Anciano detecta dos Chinous (monstruos reptiles del tamaño de una casa pequeña) se acerca al Santuario y ordena a Barón Mordo a matarlos de uno en uno. Sin embargo, un arrogante Mordo desobedece y lleva dos equipos diferentes para encargarse de ellos. Como resultado, varios de los estudiantes más débiles son asesinados antes de que los monstruos fueran derrotados. Más tarde el Anciano, de luto por la pérdida de sus discípulos, reprende a Barón Mordo por su desobediencia y le dice que nunca van a heredar el título de Hechicero Supremo del viejo maestro, sino que debe formar el Doctor Extraño (el verdadero heredero de la posición). Un enfurecido Mordo reta a Stephen. Durante la lucha Stephen instintivamente absorbe el hechizo de Mordo y desvía la energía de vuelta hacia él. Un enfurecido Mordo se lanza para matarlo, pero interviene Wong y le dice a Stephen que él se hará cargo de su formación. Un abatido Mordo deja el lugar, ahora con verdadero odio en los ojos hacia Strange.
Más tarde, Stephen sigue al Anciano, Wong, el Barón Mordo, y los pocos estudiantes restantes para el Sancta Sanctorum (un nexo entre la realidad y las dimensiones que aparece desde el exterior como una casa en Nueva York). El Anciano le habla acerca de Dormammu, un ser antiguo que desea destruir todos los mundos (en especial la Tierra). Hace miles de años el anciano lo atrapó en la dimensión del limbo. Al ver el rostro de Dormammu, Stephen lo reconoce como la cara ardiendo y se da cuenta de que el demonio está utilizando los sueños de los niños para en la Tierra. Strange vuelve al hospital y duerme a Gina. A continuación, busca en su ordenador para averiguar cuántos niños tienen esos síntomas y tratar de despertarlos. Él despierta paciente tras paciente para evitar la entrada de Dormammu a la Tierra. Mordo también entra en el sueño de un niño y hace un trato con Dormammu, comprometiéndose a su servicio a cambio del dominio como el Hechicero Supremo. Dormammu se hace cargo de las mentes de los niños que permanecen mientras Mordo ataca al Doctor Extraño en el reino físico. Wong aparece, sin embargo, y logra salvarlo.
Ya que esto está pasando en el hospital, el Anciano y sus tres alumnos restantes luchan contra un enjambre de Wings (bocas aéreas capaces de reducir a una persona hasta los huesos en cuestión de segundos). Todos los seguidores son asesinados y el Anciano se queda muy debilitado tanto por el esfuerzo como por la edad. Luego el traidor Mordo llega a atacar al antiguo. El Doctor Strange y Wong llegan al Santuario para encontrar al Anciano muerto. Wong le da al Doctor Extraño el Ojo de Agamotto (un poderoso símbolo de la oficina del Hechicero Supremo) y afirma que es el destino del Doctor Extraño. Luego Extraño y Wong se enfrentaron al Barón Mordo. Wong es herido en la batalla, pero Extraño logra derrotar a Mordo. Durante el combate, Dormammu comienza su aparición.
Dormammu inmediatamente devora a Mordo y roba el Ojo de Agamotto y se dirige hacia el Sancta Sanctorum. Doctor Extraño se enfrenta a Dormammu que comienza a desatar a todos sus monstruos por toda la tierra. El herido Wong, observando desde cerca, recuerda a Stephen su experiencia con el duelo contra Mordo y Extraño entonces absorbe la magia pura que el demonio emana. Como el mismo demonio está hecho de magia pura, pronto se desvanece en la nada después de que Extraño absorba todo su poder.
Más tarde, al regresar al Santuario, Wong le dice al Doctor Extraño que el propósito principal de Stephen como el Hechicero Supremo es proteger el reino de la Tierra de ataques místicos como el que acababan de vivir. Stephen más tarde aparece en el sueño de Gina, sorprendiéndola con su cambio de actitud de humildad y la tranquiliza diciéndole que todo estará bien con los niños. Ahora vestido con la túnica de su oficina, Doctor Extraño visita la tumba de su hermana para despedirse y le dice a Wong que tienen alumnos con un nuevo potencial y que una de los que muestra más potencial, es una chica llamada "Clea", mientras cierran la puerta al entrar en el Santuario.

## Reparto original
| Actor                    | Papel             |
| ------------------------ | ----------------- |
| Bryce Johnson            | Doctor            |
| Pablo Nakauchi           | Wong              |
| Michael Yama             | Anciano           |
| Kevin Michael Richardson | Barón Mordo       |
| Jonathan Adams           | Dormammu          |
| Fred Tatasciore          | Oliver            |
| Susan Spano              | Dra. Gina Atwater |
| Tara Strong              | April Strange     |

Voces adicionales por Josh Keaton, Phil LaMarr, Masasa Moyo, Tara Strong y Fred Tatasciore

## Recepción y crítica
La reacción crítica a Doctor Extraño: El hechicero supremo ha sido desigual. Christopher Monfette de IGN dijo que la película "juega como se esperaba" y que "la sección central se hunde", pero cuenta con "secuencias de acción muy bien coreografiadas y resonancia emocional", y concluyó que "animación fuerte, una buena actuación, y el trabajo de carácter resonante llevar el icono a la vida". [DVD https://archive.today/20120715230111/http://dvd.ign.com/articles/811/811268p1.html revisión], Christopher Monfette, IGN, 7 de agosto de 2007
Adán Arseneau dijo que la película "no está a la altura de su potencial narrativo" y criticó la "prisa final", pero elogió su "animación fuerte" y calificó el DVD como un "alquiler sólido". / reviews / DVD doctorstrange.php revisión, Adam Arseneau, Veredicto DVD, 24 de agosto de 2007. Blake Matthews ha criticado en su blog que la película de "[tomar] 45 minutos para configurar la historia de Strange [sin poner ] mucho tiempo en explicar su enemigo ", pero concluyó que" esta película fue realmente divertida "y" los fans de las anteriores películas de Marvel, animación basada en los cómics, o lo sobrenatural disfrutarán de esta película ". / DVD archives/2007/08/24/072712.php revisión, Blake Matthews, críticos de blog, 24 de agosto de 2007
Nick Lyons dijo que "las imágenes son muy atractiva", pero criticó la película por "alterar dramáticamente [r]" el personaje del Doctor Extraño, diciendo: "En lugar de caracterizar a Extraño como un engreído como en los cómics, se ha reducido a un pelele inútil por la muerte de su hermana. El trabajo de la voz sin vida de Bryce Johnson no ayuda al personaje. " Lyon concluyó que "los fans del cómic en busca de una fiel adaptación de Dr. Strange tristemente se sentirán decepcionados por esta película de animación. Para una película de Marvel superior de animación, te aconsejo la primera Ultimate Avengers ". [DVD http://www.dvdtalk.com/reviews/29680/doctor-strange-the-sorcerer-supreme/ revisión], Nick Lyons, DVD Talk, 8 de agosto de 2007
Esta película recibió una nominación a la mejor producción de entretenimiento para el hogar en 2007 para los premios anuales Annie 35a «cocineros Ratatouille más de Annie Red Mundial». diciembre  de 2007. 